# Cabezas del Pozo
Cabezas del Pozo è un comune spagnolo di 137 abitanti situato nella comunità autonoma di Castiglia e León.